# Indophantes bengalensis
Espèce
Indophantes bengalensis est une espèce d'araignées aranéomorphes de la famille des Linyphiidae.

## Distribution
Cette espèce est endémique d'Inde. Elle se rencontre au Bengale-Occidental dans le district de Darjeeling à 2 150 m d'altitude et au Meghalaya à 1 500 m d'altitude dans les Khasi Hills.

## Description
Le mâle holotype mesure 1,75 mm et la femelle paratype 2,38 mm.

## Étymologie
Son nom d'espèce, composé de bengal et du suffixe latin -ensis, « qui vit dans, qui habite », lui a été donné en référence au lieu de sa découverte, le Bengale.

## Publication originale
- Saaristo & Tanasevitch, 2003 : A new micronetid spider genus from the Oriental Region (Aranei: Linyphiidae: Micronetinae). Arthropoda Selecta, vol. 11, no 4, p. 319-330 (texte intégral)